# Культура Хигасияма
Культура Хигасияма (яп. 東山文化, «культура Восточной Горы») — термин, которым обозначают японскую культуру середины XV века. Соответствует середине периода Муромати, правлению 8-го сёгуна сёгуната Муромати Асикага Ёсимасы.

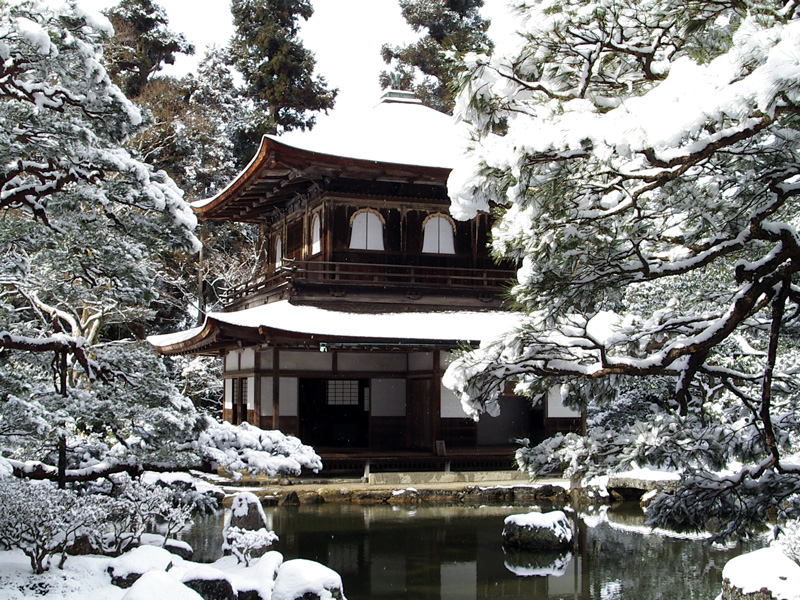
«Серебряный павильон» на «Восточной горе» — олицетворение изысканной культуры Хигасияма

Названа в честь «Восточной горы» — Хигасияма, местности на востоке средневекового Киото, где сёгун имел собственную резиденцию, известную сегодня как «Серебряный павильон».
Характерными чертами культуры являются:
- симбиоз традиционной культуры японских аристократов кугэ с обычаями самураев
- влияние дзэн-буддизма на искусство и архитектуру
  - появление каменных японских садов
  - появление чайной церемонии
  - появление икебаны
  - появление кодо (искусства составления благовоний)
  - появление «кабинетного стиля» в оформлении интерьера комнат
- доминирование новых эстетических принципов: ваби-саби, югэн
- распространение поэтического жанра рэнга.